# Середній Васюган
Середній Васюга́н (рос. Средний Васюган) — село у складі Каргасоцького району Томської області, Росія. Адміністративний центр Середньовасюганського сільського поселення.

## Населення
Населення — 1700 осіб (2010; 2206 у 2002).
Національний склад (станом на 2002 рік):
- росіяни — 90 %